# Mollstraße
Die Mollstraße in Berlin ist eine der Hauptverkehrsstraßen in der Nähe des Alexanderplatzes. Sie verläuft als Verlängerung der Torstraße ab der Kreuzung Karl-Liebknecht-Straße/Prenzlauer Allee (Prenzlauer Tor) über 850 Meter weiter in Richtung Osten bis zum Platz der Vereinten Nationen im Ortsteil Friedrichshain, wo sie in die Landsberger Allee übergeht. Sie bildet die Grenze zwischen dem Ortsteil Mitte im Süden und den Ortsteilen Prenzlauer Berg bzw. Friedrichshain im Norden.
In der heutigen Form besteht die Mollstraße seit den 1960er Jahren, als zur Entlastung des Alexanderplatzes vom Durchgangsverkehr die Trasse einer „Nordtangente“ vom Rosenthaler Platz bis zum Leninplatz (heute: Platz der Vereinten Nationen) festgelegt wurde.
Die Straße erhielt am 9. August 1963 ihren Namen nach Joseph Moll, Mitglied im Bund der Kommunisten und Mitbegründer des Deutschen Arbeiterbildungsvereins. Er fiel am 28. Juni 1849 bei den Kämpfen während des badisch-pfälzischen Aufstands.

## Geschichte
Historisch entspricht die Lage dem Süden der Königstadt. Allerdings wurde diese einstige Vorstadt bei der Bildung von Groß-Berlin im Jahr 1920 aufgeteilt. Die Mollstraße ist dadurch auf die drei Bezirke Mitte, Friedrichshain-Kreuzberg und Pankow verteilt. Zunächst verlief die 1963 neuangelegte Straße vom Leninplatz zur Hans-Beimler-Straße (seit 1995: Otto-Braun-Straße). Sie wurde am 3. September 1969 bis zur Prenzlauer Allee verlängert. Entlang des Straßenzugs bestanden im Ergebnis des Zweiten Weltkriegs nach 1945 erhebliche Gebäudeschäden mit Totalschäden und Kriegsruinen. Mit der Herstellung eines Zentrums Ost um den Alexanderplatz als repräsentatives Wohn- und Zentralgebiet im Osten der geteilten Stadt wurden die vorhandenen (teilweise nur notdürftig wieder aufgebauten) Gebäude beräumt, um Platz für Neubauten zu schaffen, die sich von der Stalinallee-Bebauung unterscheiden sollten.

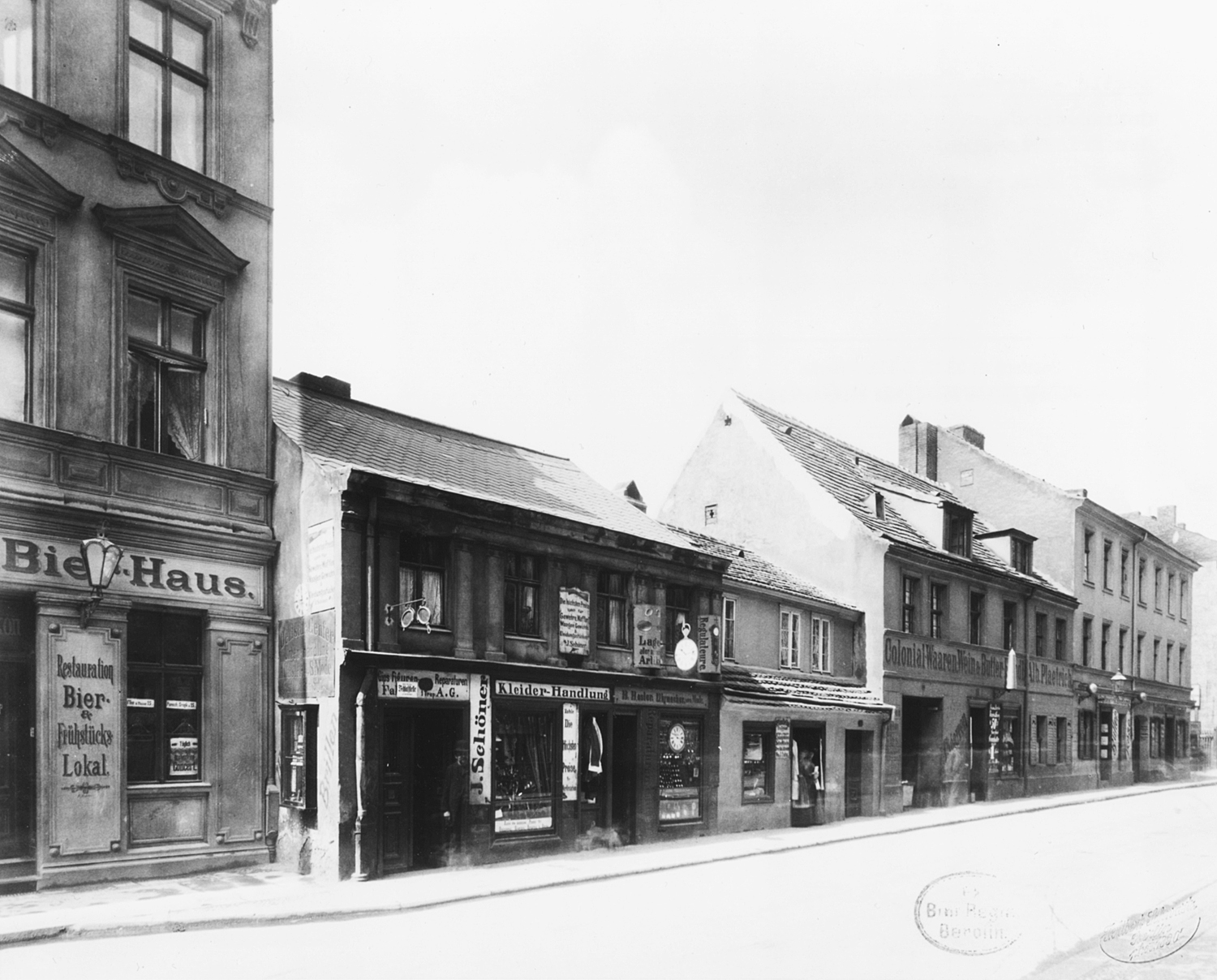
An der Gollnowstraße (um 1890)
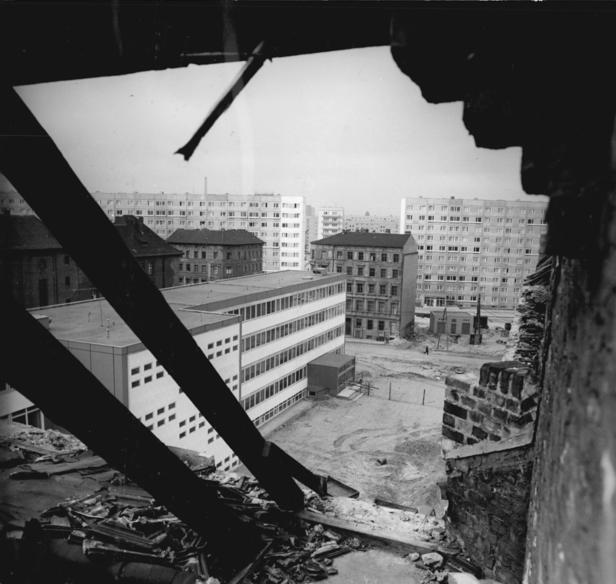
Bau an der Mollstraße: zwischen Abriss und Neubau

Die Mollstraße befindet sich mit einer Breite von 70 Metern auf dem ungefähren Verlauf der ehemaligen Gollnowstraße und Jostystraße (Nordfahrbahn) / Linienstraße (Südfahrbahn) und folgt einem westlichen Abschnitt der Leninallee. Außer der letzteren hatten diese eher den Charakter von Nebenstraßen. Die Landsberger Allee führte früher direkt zum Alexanderplatz, wurde aber zu Beginn der 1960er Jahre am Leninplatz (seit 1992: Platz der Vereinten Nationen) in Richtung Nordwest zum Prenzlauer Tor geführt. Dieser neue Abschnitt erhielt den Namen Mollstraße.

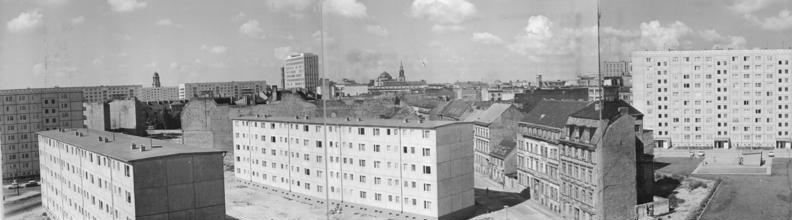
Mollstraße Ecke Landwehrstraße auf einem Panoramafoto von 1965

Der Verlauf aus Mollstraße und Landsberger Allee bildet eine der radialen Ausfallstraßen der historischen Mitte Berlins.

## Beschreibung
Die Mollstraße befindet sich vollständig in Berlin-Mitte in den Postleitzahlbereichen 10178, 10249, 10405. Sie ist zweibahnig angelegt und hat jeweils vier, nach Osten zwei, im Kreuzungsbereich fünf Fahrspuren. An beiden Seiten liegen meist fünf Meter breite Gehwege und vorwiegend Grünstreifen vor der Wohnbebauung. In der Mittellage befinden sich die beiden Straßenbahngleise. Bis in die 1990er Jahre befanden sich zwischen Prenzlauer Allee und Otto-Braun-Straße noch Ausweichgleise, auf denen bei auf dem Alexanderplatz gelegenen Demos (wie am 1. Mai) oder Großveranstaltungen Sonderwagen als Einsetzer der Verkehrsbetriebe bereitgestellt wurden.
Die Grundstücke sind fortlaufend nummeriert. Die südliche Bebauung, vom Westende beginnend mit den Nummern 1–18 gehört, zum Ortsteil Mitte, die Nordbebauung mit den Nummern 19–31 gehört zu Friedrichshain und die Häuser westlich der Otto-Braun-Straße auf Grundstück 33–36 (gefolgt vom St.-Nikolai-Friedhof) zu Prenzlauer Berg. In der Berliner Straßenliste wird die Mollstraße unter 41991 (nach der Lage des Straßenlandes) für den Bezirk Mitte geführt. Sie ist im Straßennetz mit 850 Metern als übergeordnete Straßenverbindung eingetragen, das entspräche dem Rang einer Landesstraße. Allerdings sind weitere 184 Meter Straßenlauf als nicht kategorisiert im Detailnetz aufgenommen. Dieser nach Südosten reichende Straßenlauf in Friedrichshain ist eine geradlinige Fortsetzung der südlichen Fahrbahn zur Lichtenberger Straße, während die Haupttrasse zur Landsberger Allee über den Platz der Vereinten Nationen nach Nordosten abknickt. Es ist die Zufahrtsstraße zu den Wohnhäusern Platz der Vereinten Nationen 15–22 und der Kaufhalle Grundstück 14 und eine Einbahnstraße aus Richtung Weydemeierstraße mit der Ausfahrt an der Südfahrbahn der Mollstraße an der Bezirksgrenze Friedrichshain-Kreuzberg zu Mitte. Kategorisiert ist die Mollstraße mit ihrem Straßenland nach Okstra als „G“ und im Regionalen Bezugsystem (RBS) als „STRA“.

## Anlieger

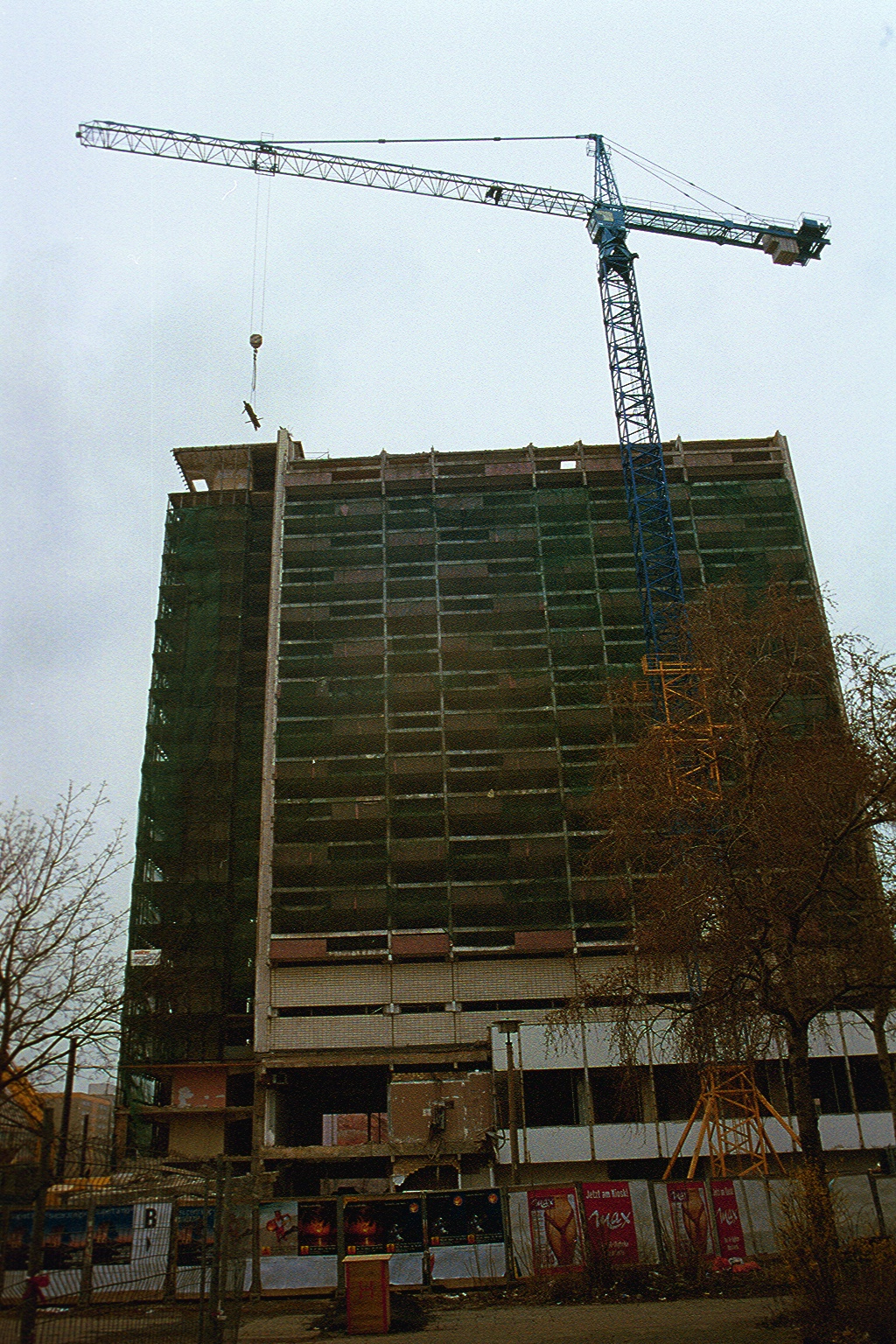
„Mehlschwalbenhaus“ (Mollstraße 31) kurz vor seinem Abriss im März 2002

Mit dem Neu- und Ausbau der Mollstraße schritt der Wohnungsbau vom Leninplatz (Platz der Vereinten Nationen) über Neue Königstraße (Otto-Braun-Straße) zum Anschluss an die Wilhelm-Pieck-Straße (Torstraße) mit zehngeschossigen P2- und QP61-Typenbauten zu den WBS-70-Elfgeschossern fort. Die Wohnungen wurden sowohl unter staatlicher Beteiligung als auch von Arbeiterwohnungsbaugenossenschaften errichtet. Wohnbebauung findet sich im Osten und am Nordrand der Straße.

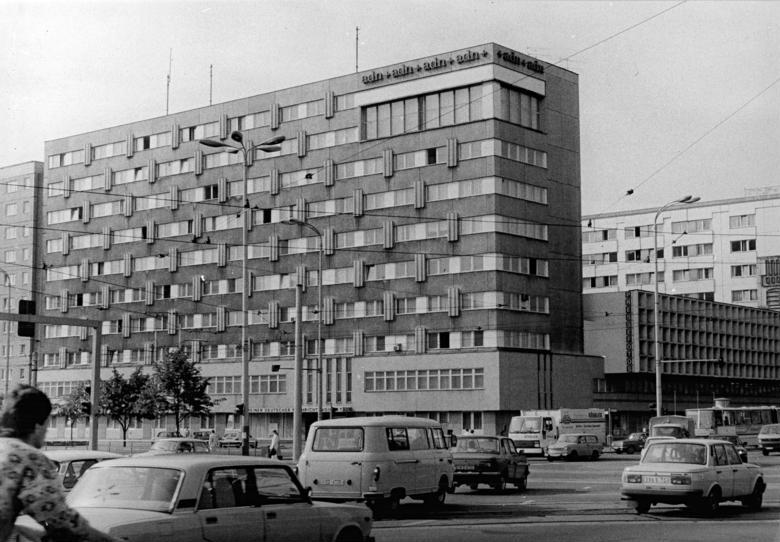
ADN-Gebäude (Mollstraße 1)

Mit der Bebauung der Südseite (Bezirk Mitte) wurden westlich und an der Otto-Braun-Straße Gebäude von öffentlicher Bedeutung für die DDR errichtet. Ein einst wichtiges Gebäude in dieser Straße war das 1971 errichtete Hochhaus Mollstraße 1. Dort war bis 1990 der Sitz der DDR-Nachrichtenagentur ADN. Die Firma Zalando übernahm das Bürohaus im Jahr 2013.
Das Gebäude Mollstraße 4 wurde 1971 nach einem Entwurf ungarischer Architekten als neungeschossiges Appartementhaus mit 211 Wohnungseinheiten fertiggestellt. Es diente zur Unterbringung der Bauarbeiter, die zum Wohnungsbau aus der ganzen DDR nach Berlin beordert waren und bot gegenüber normalen Bauarbeiterunterkünften höheren Luxus wie Balkons und Badezimmer. Auffällig war die Fassadengliederung durch kräftige rote unterschiedlich lange Horizontallinien. Vom Ende der 1990er Jahre bis 2019 wurde das Gebäudeensemble von der Mercure-Gruppe als Hotel genutzt, die aus den kleinen Wohnungen 114 Appartements hatte herrichten lassen. Das Hotel wurde aufgrund der Corona-Pandemie 2019 geschlossen, es sollte nach dem Willen des Bezirks saniert werden und wieder Wohnungen bieten. Ein Investor wollte das Gebäude abreißen und ein Bürogebäude errichten, was der Bezirk ablehnte. Nach sechs Jahren Leerstand und Verfall blieb letztlich doch nur der Abriss, der 2025 begann. Stattdessen soll ein zehngeschossiger Büroneubau in Holz-Hybrid-Bauweise und mit begrünter Fassade entstehen.
Die aktuelle Dominante der Mollstraße bildet das Königstadt-Carrée an der Ecke Otto-Braun-Straße (Mollstraße 30–32, Otto-Braun-Straße). Der Komplex aus einem 20-geschossigen Bürohaus mit 24.000 m² Mietfläche sowie einem zehngeschossigen Anbau, in dem die Accor-Gruppe das Ibis-Hotel betreibt, wurde für rund 70 Millionen Euro bis Ende 2010 fertiggestellt. Es entstand an der Stelle eines 2002 abgerissenen Wohnhochhauses aus den 1970er Jahren. Dieses ursprüngliche Gebäude Mollstraße 31 war ein 17-geschossiger Experimentalbau, der von ungarischen Bauleuten nach ihren Architekturplanungen – zeitlich nach dem Bau des Appartementhauses Mollstraße 4 – erbaut worden war. Der Renommierbau von 1988 musste wegen statischer Mängel geräumt werden. Nachdem die letzten Nutzer im Sommer 1989 ausgezogen waren, stand dieses noch elf Jahre leer, in dem sich Mehlschwalben ihre Nester bauten. Das Haus wurde danach als „Mehlschwalbenhaus“ bekannt. Für diese Standfläche waren mehrere Investoren mit unterschiedlichen Planungen angetreten, traten jedoch in der Folge von Verträgen zurück, bis im Jahr 2010 der Ersatzbau folgte. Wegen Protesten von Naturschützern hatte sich der Abriss verzögert.

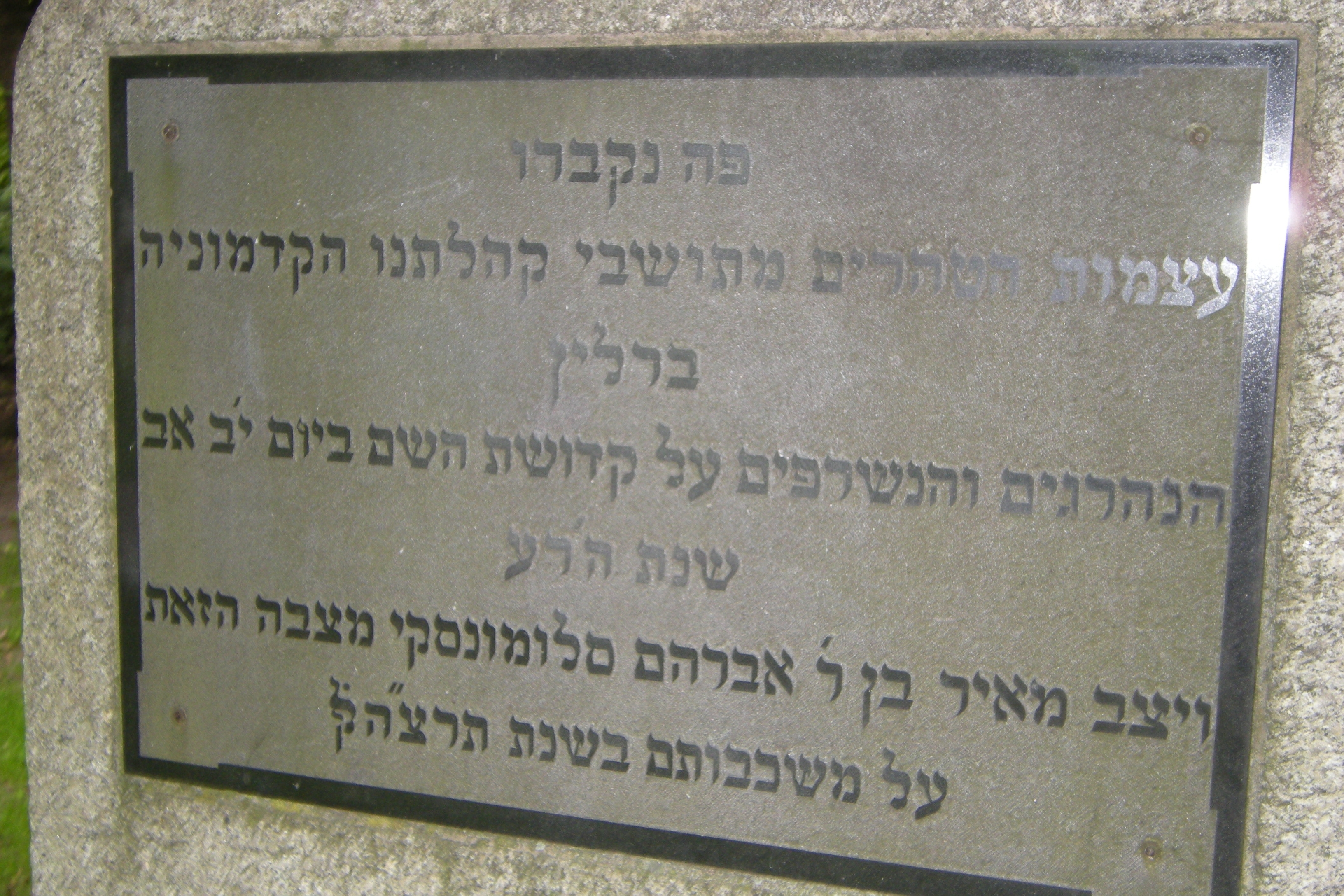
Gedenktafel zur Judenverbrennung von 1510

Erwähnenswert ist an der Nordwestecke der Mollstraße der Südteil des St.-Nikolai-Kirchhofs, dessen denkmalgeschützte Kapelle genau an der Straßenkreuzung Prenzlauer Allee hinter der Friedhofsmauer zu sehen ist.
Am Haus Mollstraße 11 befindet sich ein Gedenkstein für die Opfer der Berliner Judenverbrennung von 1510, als 38 Berliner Juden verbrannt wurden.

## Verkehr

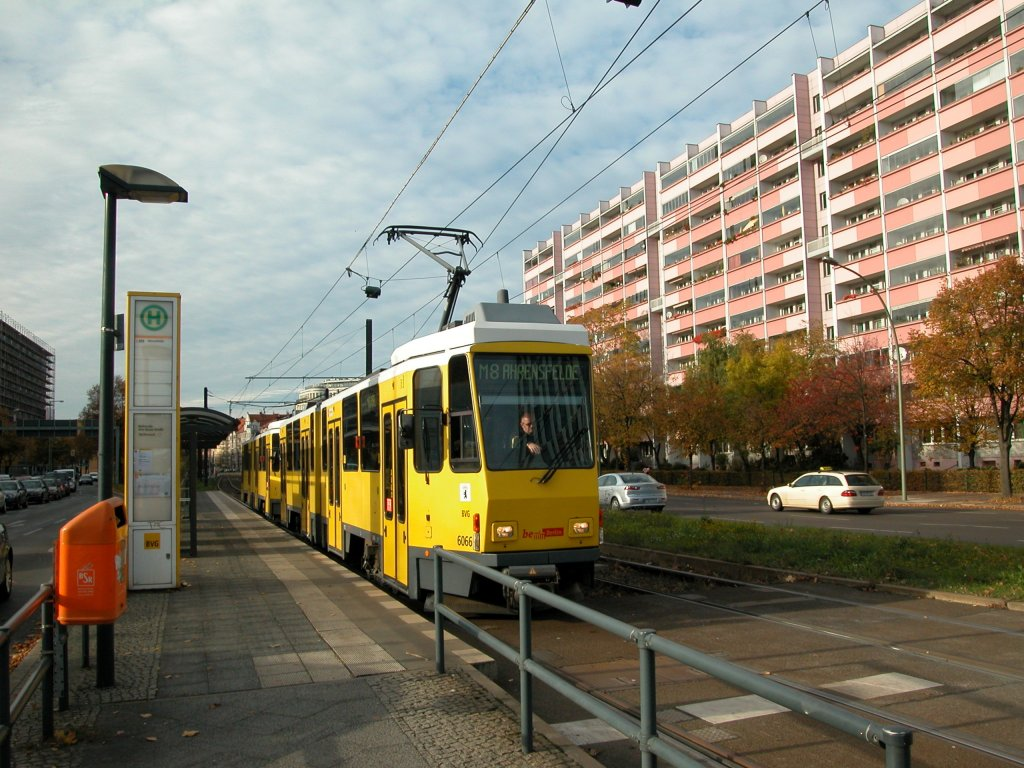
Straßenbahn M8 an der Haltestelle Mollstraße/Otto-Braun-Straße stadtauswärts (2012)

In der Mitte der Mollstraße sind abgegrenzte Gleisbereiche eingerichtet für folgende Straßenbahnlinien:
- Platz der Vereinten Nationen – Otto-Braun-Straße: M5, M6
- Platz der Vereinten Nationen – Prenzlauer Allee: M8
- gekreuzt von den Linien M2 an der Prenzlauer Allee und M4 an der Otto-Braun-Straße

Die Buslinien 142 und 200 verlaufen teilweise auf der Mollstraße.
Seit den 1970er Jahren ist eine U-Bahn-Linie (U11) angedacht, die vom Hauptbahnhof (damals noch Lehrter Bahnhof) nach Marzahn teilweise unter der Mollstraße verlaufen könnte. Eine Realisierung dieser Linie ist in absehbarer Zeit aus finanziellen Gründen jedoch unwahrscheinlich (Stand 2025).